# 霍德爾

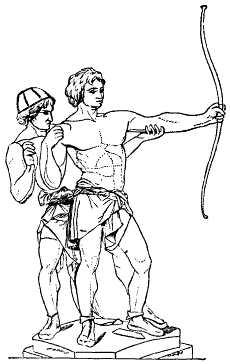
洛基讓霍德爾使用槲寄生樹枝來殺死光明之神巴德爾

霍德爾（Höðr）是北欧神话的盲眼神，为光明之神巴德爾的孿生兄弟，也是北歐神話中的主神奧丁與神后弗麗嘉之子，掌管黑暗。據說邪神洛基將槲寄生樹枝交給目盲的霍德爾，並讓他攻擊巴德爾，所以導致巴德爾的死亡。
巴德爾死後，奧丁和女巨人琳達（Rind）的孩子瓦利（Vali）用弓箭射殺了盲眼的黑暗之神霍德爾，為巴德爾報仇。